# Where Myth Fades to Legend
Where Myth Fades to Legend (en español: Donde el mito se convierte en leyenda) es el segundo álbum de estudio de la banda estadounidense Alesana. Fue producido por Steve Evetts, y grabado en Los Ángeles, California, desde el 12 de febrero al 20 de marzo de 2008, para finalmente ser publicado el 3 de junio del mismo año. Destacan las letras de sus canciones, inspiradas en varios cuentos de los hermanos Grimm. El álbum ha alcanzado las posiciones 96 y 11 en los rankings Billboard 200 y Top Independent Albums respectivamente, ambos rankings realizados por la revista Billboard. Además, se publicó el video musical de la tercera canción del álbum: «Seduction», y Alesana realizó su tour promocional: "Where Myth Fades To Legend World Tour".

## Lista de canciones
Toda la música compuesta por Alesana. 
| N.º | Título                                              | Duración |  |
| 1.  | «This is Usually the Part Where People Scream»      | 3:46     |  |
| 2.  | «Goodbye, Goodnight, For Good»                      | 3:32     |  |
| 3.  | «Seduction»                                         | 4:46     |  |
| 4.  | «A Most Profound Quiet»                             | 3:17     |  |
| 5.  | «Red and Dying Evening»                             | 3:28     |  |
| 6.  | «Better Luck Next Time, Prince Charming»            | 3:20     |  |
| 7.  | «The Uninvited Thirteenth»                          | 3:40     |  |
| 8.  | «Sweetheart, You Are Sadly Mistaken»                | 5:22     |  |
| 9.  | «And They Call This Tragedy»                        | 3:43     |  |
| 10. | «All Night Dance Parties in the Underground Palace» | 3:18     |  |
| 11. | «Endings Without Stories»                           | 3:59     |  |
| 12. | «As You Wish»                                       | 3:26     |  |
| 13. | «Obsession is Such an Ugly Word»                    | 5:56     |  |

## Créditos
| Alesana - Shawn Milke - voz, guitarra, piano - Dennis Lee - voz - Jeremy Bryan - batería, voz en la canción 13 - Adam Ferguson - guitarra, coros - Shane Crump - bajo, coros - Patrick Thompson - guitarra, voz en la canción 13 | Músicos adicionales y producción - Steve Evetts - productor - Alan Douches - masterización - Brad Filip - dirección de arte - Adam Elmakias - fotografía - Melissa Milke - voz en las canciones 1, 4, 6, 8 y 12 |

## Tour
Luego de la grabación, Alesana inició su tour promocional del álbum: "Where Myth Fades To Legend World Tour", que comenzó el 23 de marzo de 2008 en Utah, y que recorrió Estados Unidos, Canadá y México, terminando en mayo del mismo año. En este tour participaron además The Chariot, Sky Eats Airplane, LoveHateHero, y Our Last Night.